# Operazione Pesca di beneficenza
L'operazione  Pesca di beneficenza fu un'operazione militare condotta dalla Regia Marina nella primavera del 1942, durante la seconda guerra mondiale. Il suo obiettivo era recuperare i codici segreti contenuti nel cacciatorpediniere inglese "Mohawk", affondato nella battaglia del convoglio Tarigo del 1941 al largo delle secche di Kerkenna. Fu l'ammiraglio Alberto Lais, del Servizio informazioni segrete della Marina (SIS), a organizzare la difficile operazione, che doveva svolgersi sotto la costante osservazione degli inglesi e sotto le batterie francesi di capo Bon. Due ufficiali italiani, travestiti da pescatori, si fecero carico del difficile recupero, effettuato al limite della resistenza in acqua: riuscirono così a recuperare il libro dei segnali e il regolamento di servizio della marina inglese, ma non i codici che erano nascosti dietro una paratia piegata dalla pressione dell'acqua.